# Gefecht bei Luckau
Frühjahrsfeldzug 1813
Lüneburg – Möckern – Halle – Großgörschen – Gersdorf – Bautzen – Reichenbach – Nettelnburg – Haynau – Halberstadt – Luckau
Herbstfeldzug 1813

Großbeeren – Katzbach – Dresden – Hagelberg – Kulm – Dennewitz – Göhrde – Altenburg – Wittenberg – Wartenburg – Liebertwolkwitz – Leipzig – Torgau – Hanau – Hochheim – Danzig
Winterfeldzug 1814

Épinal – Colombey – Brienne – La Rothière – Champaubert – Montmirail – Château-Thierry – Vauchamps – Mormant – Montereau – Bar-sur-Aube – Soissons – Craonne – Laon – Reims – Arcis-sur-Aube – Fère-Champenoise – Saint-Dizier – Claye –  Paris
Sommerfeldzug von 1815

Quatre-Bras – Ligny – Waterloo – Wavre – Paris
Das Gefecht bei Luckau fand am 4. Juni 1813 im Zuge der Befreiungskriege statt, hierbei konnte sich ein preußisches Korps unter General Friedrich von Bülow  erfolgreich gegen eine doppelt so starke französische Übermacht unter Marschall Oudinot verteidigen. Bülow gelang es durch seinen Sieg den drohenden Vormarsch der französischen Truppen auf die preußische Hauptstadt Berlin zu vereiteln.

## Einleitung
In der Schlacht bei Bautzen hatte Napoleon den Verbündeten Russen und Preußen am 20./21. Mai 1813 eine schwere Niederlage zugefügt, auch wenn sie sich der angedachten Vernichtung hatten entziehen können. Der Kaiser nahm mit dem Gros seiner Armee die Verfolgung der verbündeten Hauptarmee nach Osten in Richtung Schlesien auf und ließ vorerst nur das XII. Korps des Maréchal Charles Nicolas Oudinot auf dem Schlachtfeld zurück. Am 24. Mai wies er Oudinot schriftlich an die augenblickliche Schwäche der Gegner auszunutzen und unverzüglich Berlin zurückzuerobern. Die drei Divisionen des Korps sollten dazu über Hoyerswerda, Luckau und Lübben vorgehen.
Ein 30.000 Mann starkes französische Korps unter Marschall Oudinot rückte nach dem erfolgreichen Gefecht von Hoyerswerda (28. Mai) über die Schwarze Elster nach Sonnenwalde vor. Hier traf es am 4. Juni bei seinem Vormarsch auf das etwa 70 km weiter nördlich liegende Berlin überraschend auf die Vorhut des preußische Armeekorps unter General von Bülow. Dieser hatte den Auftrag, mit seinen preußischen und russischen Soldaten die Mark Brandenburg und Berlin zu sichern. 

## Das Gefecht
Die preußische Vorhut, die Brigade des Generals von Oppen hatte Befehl die Franzosen bei Luckau aufzuhalten. Bülow Streitkräfte bestanden aus vier Brigaden, welche von den Prinzen Ludwig von Homburg, den Generalen Oppen und Thümen sowie General Harpe (Russen) geführt wurden. Zusätzlich standen zur Sicherung von Luckau ein schwaches Reservebataillons des Leibregiments unter Hauptmann von Herrmann zur Verfügung. Alles zusammen 16 Bataillone, 10 Escadrons und 2 Kosakenregimentern mit etwa 1500 Mann und 40 Geschütze. Weil ein französischer Angriff von der Ostseite auf Luckau aus topographischen Gründen mit beträchtlichen Verlusten verbunden sein musste, erwartete General von Bülow folgerichtig den französischen Hauptangriff von Sonnenwalde her, auf dem linken Ufer der den Ort querenden Berste. Die Brigade Oppen konzentrierte demgemäß zwei Kompanien und die freiwilligen Jägertruppen in der Calauer Vorstadt, die Verteidigung des Orts wurde dem Reservebataillon Herrmann anvertraut, der Rest der Brigade nahm ihre Positionen südlich derselben auf dem rechten Ufer der Berste Stellung, schwache Teile waren auch am linken Flussufer verteilt. Die Brigaden des Prinzen von Homburg und der Generale Harpe und Thümen nahmen mit dem ganzen Geschütz ihre Aufstellung auf den Höhen an der Sandower Vorstadt ein. Im Laufe des folgenden Gefechts stellte sich dann zum schweren Nachteil heraus, das die Geschütze von jenen Höhen aus das Terrain vor der Calauer Vorstadt gar nicht erreichen konnten.
Den Franzosen gelang es daher ziemlich schnell, die Calauer Vorstadt zu nehmen und das Tor zu besetzen. Der preußische Rittmeister von Burstini konnte jedoch einen erfolgreichen Gegenangriff durchführen und das Tor zurückerobern. Die Franzosen unternahmen mehrere Versuche, um die Preußen wieder zu vertreiben, doch diese scheiterten allesamt. So setzten sie den Ort in Brand und zogen sich zurück. Dann übernahm General von Oppen die Initiative und ließ die Front und rechte Seite der Franzosen angreifen. Die im Kampf stehenden Teile des Korps Oudinots erlitten dabei schwere Verluste, worauf der Marschall den Befehl zum Rückzug nach Übigau gab.
Das siegreiche Gefecht brachte dem Korps Bülow einen Verlust von etwa 600 Mann an Toten und Verwundeten, beseitigte aber die gespannte strategische Bedrohung der Mark Brandenburg von Süden her. Eine lebhafte Verfolgung der Franzosen erfolgte nicht, weil General von Bülow sich nicht entschließen konnte, auf die Verpflegung aus den naheliegenden Magazinen zu verzichten, sodass er noch volle drei Tage bis 7. Juni in Luckau stehen blieb und danach mit Bekanntmachung des Waffenstillstandes sein Abmarsch nach Berlin befahl.
Luckau wurde bei den Kämpfen schwer beschädigt; 120 Häuser, vor allem die komplette östliche Calauer Vorstadt, brannten ab, der Rote Turm wurde beschädigt.
Auf dem Schanzenberg im Westen der Stadt finden sich die ehemaligen Verteidigungsanlagen der Preußen und ein an das Gefecht erinnerndes Denkmal.